# Hexachloorcyclopentadieen
Hexachloorcyclopentadieen (HCCP) is een volledig gechloreerde organische verbinding, afgeleid van cyclopentadieen. Alle zes waterstofatomen in cyclopentadieen zijn vervangen door chlooratomen.

## Synthese
Hexachloorcyclopentadieen kan bereid worden door cyclopentadieen te chloreren: daarbij worden ook de dubbele bindingen verzadigd. Door het daarna te behandelen met een gesmolten mengsel van de zouten koper(I)chloride en koper(II)chloride wordt hexachloorcyclopentadieen en HCl gevormd.
{\displaystyle \mathrm {C_{5}H_{6}\ +\ 6\ Cl_{2}\ \longrightarrow \ C_{5}H_{2}Cl_{8}\ +\ 4\ HCl} }
{\displaystyle \mathrm {C_{5}H_{2}Cl_{8}\ \longrightarrow \ C_{5}Cl_{6}\ +\ 2\ HCl} }
Ook cyclopenteen, cyclopentaan, 1-penteen of n-pentaan en gechloreerde derivaten daarvan kunnen als uitgangsverbinding dienen.
Een andere methode bestaat erin cyclopentadieen te chloreren in twee stappen, eerst bij relatief lage temperatuur (minder dan 100 °C) en daarna bij hogere temperatuur (tot 200 °C) en in aanwezigheid van een aromatische verbinding (fenantroline) als katalysator; en ten slotte te verdampen bij meer dan 450 °C waarbij HCCP wordt gevormd.

## Toepassingen
Hexachloorcyclopentadieen is een geconjugeerd dieen, en kan als dusdanig deelnemen aan diels-alderreacties met andere onverzadigde verbindingen tot veel verschillende adducten. Een aantal daarvan zijn gebruikt als pesticiden. De meeste hiervan zijn echter niet meer toegelaten omdat het persistente organische polluenten (POP's) zijn; ze breken niet af in het milieu en kunnen zich in de voedselketen ophopen (bioaccumulatie). Zowel productie als gebruik zijn niet meer toegelaten door het Verdrag van Stockholm inzake persistente organische verontreinigende stoffen.
Tot de pesticiden die met hexachloorcyclopentadieen bereid werden, behoren onder meer:
- Chlordaan (reactie met cyclopentadieen, gevolgd door chlorering)
- Endosulfan (reactie met 1,4-dihydroxy-2-buteen, gevolgd door verestering met SOCl2)
- Heptachloor (reactie met cyclopentadieen, gevolgd door chlorering)
- Aldrin (reactie met norbornadieen)
- Dieldrin (reactie met norbornadieen, gevolgd door een epoxidatie van de norborneenring)

De pesticiden mirex en chloordecon werden langs een andere weg afgeleid van hexachloorcyclopentadieen. Mirex is een dimeer van hexachloorcyclopentadieen; voor chloordecon wordt hexachloorcyclopentadieen in aanwezigheid van zwaveltrioxide gedimeriseerd, waarna het reactieproduct gehydrolyseerd wordt tot een keton.
Het anhydride van chlorendinezuur is het diels-alderadduct van hexachloorcyclopentadieen en maleïnezuuranhydride. Chlorendinezuur wordt gebruikt als vlamvertrager en als monomeer in vlamvertragende polyesterharsen.